# NBC News
NBC News est le département de l'information du réseau de télévision américain National Broadcasting Company (NBC).

## Histoire
Le département d'information de NBC naît le 21 février 1940 et était dirigé par Lowell Thomas.
Depuis les années 1990, NBC News s'est enrichie avec CNBC et MSNBC.

## Émissions
- Today (depuis 1952)
- NBC Nightly News (depuis 1970)
- Early Today (depuis 1999)
- Weekend Today (depuis 1987)
- Meet the Press (depuis 1947)
- Dateline NBC (depuis 1992)

### Anciens programmes
- Weekend (1974-1979)
- NBC News Overnight (1982-1983)
- NBC News at Sunrise (1983-1999)
- Real Life with Jane Pauley (1990-1991)
- NBC News Nightside (1991-1998)
- Now with Tom Brokaw and Katie Couric (1993-1994)
- Later Today (1999-2000)
- Rock Center with Brian Williams (2011-2013)

NBC News va bientôt arriver en France avec chez Euronews avec du nouveau contenu.

## Controverses
La chaîne suspend le 17 décembre 2022 son journaliste Ben Collins (en) pour avoir critiqué et ridiculisé Elon Musk lorsque celui-ci a fait fermer les comptes twitter de plusieurs autres journalistes.